# Lina Rosales
Lina Rosales, nombre artístico de Beatriz Melero Muñoz (Madrid, 28 de diciembre de 1928), es una actriz de cine y de televisión española actualmente retirada de los escenarios.
Hija de un fabricante de muebles, estudió ballet y se dedicó al teatro profesionalmente después de que Estrellita Castro la descubriera en una función. 
Una vez concluido el bachillerato se introduce en el medio teatral, debutando sobre las tablas a los diecinueve años en el Teatro Calderón de Madrid. Trabaja a continuación en la Compañía de Manuel Paso y con veintitrés años interpreta su primer papel para la pantalla, de carácter secundario, para la película de Antonio del Amo "Historia de dos aldeas".
Debutó en el cine con Paraluman (1941), pero no fue hasta la década de 1950 cuando destacó en la gran pantalla.
Desde entonces y durante la década de los 50, Lina Rosales constituye una actriz de cierto fuste en el cine español. No alcanza nunca categoría estelar, pero gracias a sus estimables dotes interpretativas (que cuajan especialmente en la segunda película en que trabaja a las órdenes de su descubridor, "Sierra maldita") adquiere prestigio crítico y mantiene no poca reputación profesional.
A mediado de la década de los 60 descartó casi por completo el cine de sus actividades, para centrado en el teatro. En este medio destacó, así como en el género de la Revista, en el que llegó a mantenerse durante años como primera vedette.
También hizo teatro en la televisión en los programas Primera fila y Novela entre 1964 y 1966. Después de actuar en Hembra (1970) de César Fernández Ardavín abandonó el cine.

## Filmografía
| Año  | Título                            | Personaje            | Dirección                           |
| ---- | --------------------------------- | -------------------- | ----------------------------------- |
| 1941 | Paraluman                         |                      | Tor Villano                         |
| 1941 | Princesita                        |                      | Gregorio Fernandez                  |
| 1951 | Historia en dos aldeas            |                      | Antonio del Amo                     |
| 1951 | Tercio de quites                  | Manuela              | Emilio Gómez Muriel                 |
| 1953 | Bajo el cielo de España           | Pilar Romero         | Miguel Contreras Torres             |
| 1953 | El pórtico de la gloria           | Alejandra / Pilar    | Rafael J. Salvia                    |
| 1954 | Sierra maldita                    | Cruz                 | Antonio del Amo                     |
| 1955 | Rapto en la ciudad                |                      | Rafael J. Salvia                    |
| 1956 | El puente del diablo              | Tania                | Javier Setó                         |
| 1956 | Ha pasado un hombre               | Laura                | Javier Setó                         |
| 1956 | Tormenta                          |                      | John Guillermin y Alfonso Acebal    |
| 1957 | Juanillo, papá y mamá             | Elisa                | Julio Salvador y Juan Alberto Soler |
| 1957 | Sueños de Historia                | Agustina             | José H. Gan                         |
| 1958 | El pasado te acusa                | Laura                | Lionello De Felice                  |
| 1958 | Héroes del aire                   | Isabel               | Ramón Torrado                       |
| 1958 | Una muchachita de Valladolid      | Alexandra Aymat      | Luis César Amadori                  |
| 1959 | Pasos de angustia                 | Ana                  | Clemente Pamplona                   |
| 1960 | Culpables                         | Mercedes             | Arturo Ruiz-Castillo                |
| 1961 | Goliat contra los gigantes        | Hipólita             | Guido Malatesta                     |
| 1961 | Canción de cuna                   | Sor Juana de la Cruz | José María Elorrieta                |
| 1964 | El señor de La Salle              | Madame de Chartre    | Luis César Amadori                  |
| 1965 | Per un pugno nell'occhio          | Consuelo             | Michele Lupo                        |
| 1965 | La vida nueva de Pedrito de Andía |                      | Rafael Gil                          |
| 1970 | Hembra                            |                      | César Fernández Ardavín             |